# Enrico Belli-Blanes
Enrico Belli-Blanes, meglio conosciuto come Enrico Belli (Foligno, 17 ottobre 1844 – Viù, 5 novembre 1903), è stato un attore teatrale italiano.

## Biografia
Enrico Belli-Blanes era figlio di Francesco Belli, nipote di Paolo Belli Blanes, il capostipite della famiglia di attori, attore tragico acclamatissimo per il realismo con cui recitava, prediletto da Vittorio Alfieri e da Giovanni Battista Niccolini per le loro opere.
Enrico Belli-Blanes fu da giovanetto accolto da Meneghino Moncalvo e da Giorgio Duzzi, con i quali acquistò una fama; diventò membro, nel 1862, della compagnia diretta da Luigi Bellotti Bon come secondo amoroso e generico giovine, fece esperienza interpretando tutti i caratteri fino a caratterista e promiscuo nei sedici anni che collaborò con Bellotti Bon: poi lavorò assieme a Flavio Andò, e con Claudio Leigheb.
Attore di talento, si mise in evidenza come interprete e per il suo rispetto della disciplina scenica; trasformò il "ruolo" di generico primario in un vero e proprio "carattere" di notevole importanza, diventandone il maggior rappresentante del suo tempo.
Esercitava sul pubblico una presa e una autorevole presenza scenica che suscitava invidia ad artisti anche maggiori. La sua coscienziosità fece nascere in lui un certo orgoglio professionale per cui si considerava, custode delle tradizioni di una vera nobiltà di categoria, in confronto dei filodrammatici che non apprezzava molto.
Innumerevoli furono le sue interpretazioni in ogni genere del repertorio comune di quel trentennio, dal sessanta al novanta, tra le quali numerosi scherzo-parodie, come il dramma in un atto Luna di miele e idilli-parodie, quali Canto coi Cantici.
In una delle compagnie dirette da lui, recitò la giovane attrice Eleonora Duse.
Enrico Belli-Blanes fu un vero maestro nell'arte della truccatura.
Sua moglie, Linda Bergonzio, fu primattrice giovane molto apprezzata.
Enrico Belli-Blanes morì nel 1903 a Viù (Torino).